# إيفا باترسون
إيفا باترسون (بالإنجليزية: Eva Paterson)‏ هي محامية أمريكية، ولدت في 1949.